# Bandera de Fontanals de Cerdanya
La bandera oficial de Fontanals de Cerdanya té la següent descripció:
Bandera apaïsada, de proporcions dos d'alt per tres de llarg, de color verd fosc, amb una aspa plena groga de gruix 1/6 de l'alçària del drap, i una creu plena blanca del mateix gruix amb un rivet vermell d'1/12 de la mateixa alçària i sobreposada al centre.
Va ser aprovada el 15 d'octubre de 2001 i publicada en el DOGC el 22 de novembre del mateix any amb el número 3519.